# Harpa articularis
Espèce
Harpa articularis est une espèce de mollusques gastéropodes appartenant à la famille des Harpidae que l'on trouve au large des Mascareignes.

## Photos et médias
- Photo d'une Harpa articularis vivante sur www.divegallery.com